# Borkhausenia anaema
Borkhausenia anaema is een vlinder uit de familie van de sikkelmotten (Oecophoridae). De wetenschappelijke naam van de soort is voor het eerst geldig gepubliceerd in 1884 door Meyrick.